# Prospalta quadrimacula
Prospalta quadrimacula là một loài bướm đêm trong họ Noctuidae.